# Jean Matal
Jean Matal, que adoptà literàriament el nom de Johannes Matalius Metellus Sequanus (Poligny, ca. 1517 — Colònia (Alemanya), 1597), fou un humanista borgonyó, bon coneixedor del dret romà, la geografia, la història i les antiguitats.

## Biografia
Jean Matal neix a Poligny, al Franc Comtat, parent de Philibert Matal, doctor en ambdós drets i conseller de la duquessa de Lorena. Comença els seus estudis a Dole, per traslladar-se després a Friburg de Brisgòvia per a estudiar dret, on destaca el mestratge del jurista alemany Ulrich Zasius. Gilbert Cousin, company d'estudis a Dole i posteriorment eminent teòleg i historiador, li envia una carta l'any 1536 sobre els estudis de dret. L'any 1538 mou a Bolonya per a prosseguir els seus estudis, i entre els professors de la universitat destaca Andrea Alciato, representant de la jurisprudència humanista.
A Bolonya coneix a Antoni Agustí, company d'estudis, el qual el presenta a Jeronimo Osorio, amb qui compartirà habitatge durant dos anys. L'estreta amistat entre tots tres hi serà posteriorment commemorada per Osorio en el seu De gloria, tractat dialogat on els interlocutors principals són Agustí i Matal.

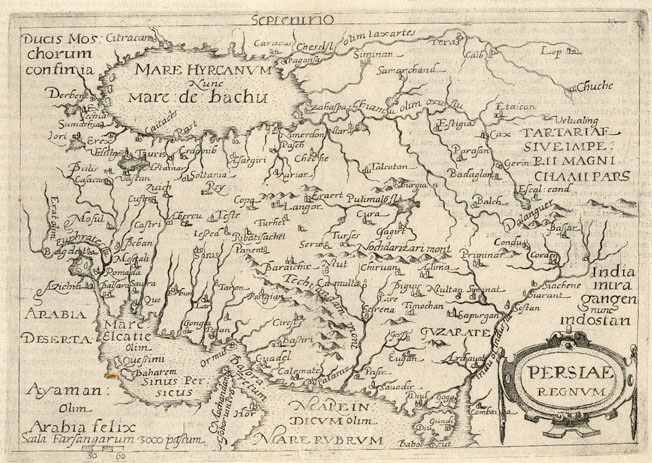
Mapa de Pèrsia.

Des de 1541, almenys, col·labora amb Antoni Agustí en la cerca de manuscrits inèdits de dret romà, per a col·lacionar-los i establir un text fidel a l'original. Així, acompanya Agustí a Florència, on estudien el còdex del Corpus Juris Civilis que posseïa Cosme I de Mèdici; i en el 1543 també l'acompanya a Venècia, on consulten obres de dret a la Biblioteca Marciana.
Quan Agustí, l'any 1544, es trasllada a Roma per a ocupar el càrrec d'auditor del Tribunal de la Rota, Matal l'acompanya com a col·laborador i com a secretari seu, recorrent Itàlia a la cerca de manuscrits jurídics romans i establint una xarxa de corresponsals per a recopilar registres d'inscripcions clàssiques.
En el decenni següent, la col·laboració amb Agustí li permet accedir al mateix cercle d'erudits que sovinteja aquell. Les seves col·laboracions durant la seva estada a Roma, tant amb Agustí com amb altres amics, són nombroses, però no publica cap llibre. El 1552, el seu amic Gilbert Cousin, el descriu com un gran jurisconsult. Ajuda a Lelio Torelli en l'edició crítica del Corpus Juris Civilis i participa en l'edició crítica feta per Benedetto Egio de la Biblioteca del Pseudo-Apollodor.
En aquest període romà coneix el cardenal anglès Reginald Pole, exiliat del seu país per Enric VIII. Aquesta relació continua quan acompanya l'any 1555 a Antoni Agustí, nomenat llegat apostòlic, a Anglaterra. L'admiració que transmet Matal respecte a les obres de Jeronimo Osorio afavoreix la traducció d'algunes obres d'aquest a l'anglès. A finals de 1555, acabada la legació d'Antoni Agustí, i de tornada a Roma, Matal decideix separar-se d'Agustí, i quedar-se als Països Baixos. Aquesta separació, després de disset d'amistat i treball en comú, fou traumàtica, i Agustí no volguí mantenir mai més cap mena de contacte amb ell.
Establert als Països Baixos al voltant de la cort de Felip II, entra en contacte amb George Cassander. Més tard estableix una forta amistat amb Pedro Ximenes, lingüista, i un dels principals impulsors de l'irenisme a Lovaina, i la relació entre ells, afavorida per les seves coincidents inquietuds religioses, es mantindrà al llarg de la seva vida. Tots dos formaran part d'un grup d'erudits residents a Alemanya i els Països Baixos, cristians convençuts però aliens als extremismes religiosos, format, entre d'altres, per Caspar von Niedbruck, conseller del rei Maximilià de Bohèmia, humanista i col·leccionista de manuscrits, Conrad Gesner, John Bale, Achilles Gasser, Matthias Flacius Illyricus, i Cornelius Wauters, amb interessos comuns per la religió, la història i el dret. Tot i que viatjà amb freqüència, Colònia serà la ciutat on residirà més temps.
En 1559 segueix mantenint la relació establerta amb Antoine Perrenot, bisbe d'Arràs i conseller de Felip II, que pot haver-hi estat directa en aquests moments, per residir els dos als Països Baixos; a qui li demana ajuda per a resoldre uns problemes d'Ottavio Pantagato, amic del seu període romà.
Als anys 70 del segle xvi inicia la seva col·laboració en obres geogràfiques. Participa en la Civitate Orbis Terrarum, de Georg Braun i Franz Hogenberg, amb la descripció de la ciutat de Lió en el primer volum aparegut el 1572, i amb el pròleg del tercer volum, de 1588. I escriu un prefaci a la segona edició de l'obra de Jeronimo Osorio De Rebus Emmanuelis, publicació que apareixerà el 1575 a Colònia gràcies als contactes del mateix Matal, i on en forma d'una carta adreçada a Antoni Agustí, resumeix la relació entre tots tres i fa una extensa descripció dels descobriments espanyols i portuguesos a Amèrica, Àsia i Àfrica.
En 1578, gràcies a una carta de presentació enviada per Jean Matal, el cardenal Sirleto, president de la comissió pontifícia encarregada de la reforma del calendari, reb l'astròleg Albert van Leeuwen, que hi volia contribuir.
En la darrera etapa de la seva vida comença a preparar mapes de tot el món. I sols pocs anys abans de la seva mort comencen a ésser publicats, amb l'ajut de Mathias Quad, en molts casos. L'any 1594 surt de les premses l'atles de França, Àustria i Suïssa, amb 39 mapes; l'any 1595 publica l'atles d'Espanya, amb 10 mapes; l'any 1598, ja mort Matal, es publiquen els atles d'Itàlia, amb 37 mapes, i d'Alemanya i els Països Baixos, amb 55 mapes; l'any 1600 es publiquen els atles d'Europa —recopilació dels mapes publicats anteriorment i altres de nous—, amb 163 mapes, d'Àsia, amb 12 mapes, d'Àfrica, amb 8 mapes, i d'Amèrica, amb 20 mapes; i l'any 1601 surt de la impremta l'atles dels territoris insulars, amb 60 mapes. Finalment, l'any 1602 es publica una obra que és el recull de tots els seus atles anteriors, anomenada Speculum Orbis Terrae.

## Obra
- Io Metellus Sequanus, I. C., Antonio Augustino, episcopo ilerdensi, S. P. D. (1575) o Epistola ad Antonium Augustinum, episcopum ilerdensem, qua repertam ab Hispanis et Lusitanis navigationem in Orientis et Occidentis Indiam, et populorum eius mores ac vitus, paucis comprehindit (1576).[17]
- Franciæ, Austrasiæ, et Helvetiæ, geographica historiaquæ tabulis Aeneis exhibita descriptio. In qua singularum cuiusquae proviciarum natura, coeli, folique constitutio, incolarum mores, civitatum oppidorumque nominis origenes, et provinciae cum externis commercia, et earum propriæ artes, una cum principum qui eis praeferunt serie ac genere, sic indicantur, ut non solum politicae rei studiosis, literatisque viris, et historicis, et iter agentibus, verum etiam mercatoribus cumprimis utilis atque necessaria videatur (1594).[18]
- Hispania tabulis aeneis expressa : Tabularum dorsis nonmulla magni monenti ed ad rem geographicam historicamque provinciae, quam tabula quaeque exprimit, facientia impressi sunt (1595).[19]
- Italia geographice historiceque tabulis aeneis 37 delineata (1598).[20]
- Germania superior 38. inferior quae etiam Belgium dicitur, 16. tabulis aeneis descripta (1598).[21]
- Europa tabulis aeneis 166 secundum rationes geographicas delineata (1600).[22]
- Asia Tabulis Aeneis Secundum Rationes Geographicas Delineata (1600).[23]
- Africa Ad Artis Geographicae Regulas, Tabulis Aeri Incisis Descripta (1600).[23]
- America sive novus orbis tabulis aeneis secundum rationes geographicas delineatus (1600).[24]
- Insularium: orbis aliquot insularum tabulis aeneis delineationem continens (1601).[25]
- Speculum Orbis Terrae (1600-1602).[26][27]